# Casa de la Comanda
|  | Per a altres significats, vegeu «Casa de la Comanda (Horta de Sant Joan)». |

La Casa de la Comanda és un edifici d'Ulldecona (el Montsià) declarat bé cultural d'interès nacional. Alternant-se amb la família Montcada, l'Orde de l'Hospital tingué el domini del terme d'Ulldecona des del 1173, creant-se la Comanda d'Ulldecona el 1227. Aquesta perdurà dintre la Castellania d'Amposta fins al segle xix, en què es van extingir els ordes militars. La Casa del Comanador es va construir en el segle xv, època a la qual pertanyen el vestigis conservats a la façana; era utilitzada com residència d'aquest i centre administratiu de la zona. L'estructura interior original va desaparèixer després del 1851 quan, en extingir-se la Comanda, passà a ser propietat particular.
Habitatge entre mitgeres que conserva vestigis medievals a la façana. Consta de planta baixa, primer pis, golfes i terrat. A la planta destaca el portal central amb brancals i adovellat de pedra i delimitat, exteriorment, per un trencaaigües de secció senzilla. En les dovelles centrals hi ha dos escuts gravats amb els emblemes de l'Hospital de Sant Joan de Jerusalem, i, a sobre de la porta, hi ha un tercer escut amb una frase no desxifrada. A la seva dreta, una finestra amb l'escut de l'Hospital a sobre, i una porta d'època posterior amb brancals i llinda de pedra. En el pis principal hi ha una finestra central geminada amb arcs superiors lobulats i esvelt mainell de capitell treballat. A banda i a banda d'aquesta hi ha més finestres i balcons posteriors; aquesta distribució també es troba en el nivell superior.